# 庫珀海崖
70°39′S 164°56′E / 70.650°S 164.933°E
庫珀海崖（英語：Cooper Bluffs），是南極洲的海崖，位於維多利亞地的彭內爾海岸，處於濟科夫冰川東岸，屬於阿納雷山脈的一部分，由澳大利亞探險隊命名。